# Várzea Nova
Várzea Nova là một đô thị thuộc bang Bahia, Brasil. Đô thị này có diện tích 1165,165 km², dân số năm 2007 là 11973 người, mật độ 10,3 người/km².